# 陈国符
陈国符（1914年—2000年），男，江苏常熟人，中国化学史家、工业化学家、《道藏》研究专家、教育家，著有《道藏源流考》，曾任天津大学教授。

## 家庭
父亲陈熙成。